# Исток (приток Колонги)
Исток — река в России, протекает по Североуральскому району Свердловской области. Устье реки находится в 0,9 км по правому берегу реки Колонга. Длина реки составляет 9 км.
Система водного объекта: Колонга → Вагран → Сосьва → Тавда → Тобол → Иртыш → Обь → Карское море.

## Данные водного реестра
По данным государственного водного реестра России относится к Иртышскому бассейновому округу, водохозяйственный участок реки — Сосьва от истока до водомерного поста у деревни Морозково, речной подбассейн реки — Тобол. Речной бассейн реки — Иртыш.
Код объекта в государственном водном реестре — 14010502412111200010035.